# Agustín Alves
Agustín Alves (2 de agosto de 1993) es un deportista argentino que compite en taekwondo. Ganó una medalla de bronce en los Juegos Panamericanos de 2023 y una medalla de bronce en el Campeonato Panamericano de Taekwondo de 2012.

## Palmarés internacional
| Juegos Panamericanos    | Juegos Panamericanos | Juegos Panamericanos | Juegos Panamericanos |
| Año                     | Lugar                | Medalla              | Categoría            |
| ----------------------- | -------------------- | -------------------- | -------------------- |
| 2023                    | Santiago (Chile)     | Medalla de bronce    | +80 kg               |
| Campeonato Panamericano |                      |                      |                      |
| Año                     | Lugar                | Medalla              | Categoría            |
| 2012                    | Sucre (Bolivia)      | Medalla de bronce    | –80 kg               |